# Arabiska halvön

Arabiska halvöns läge

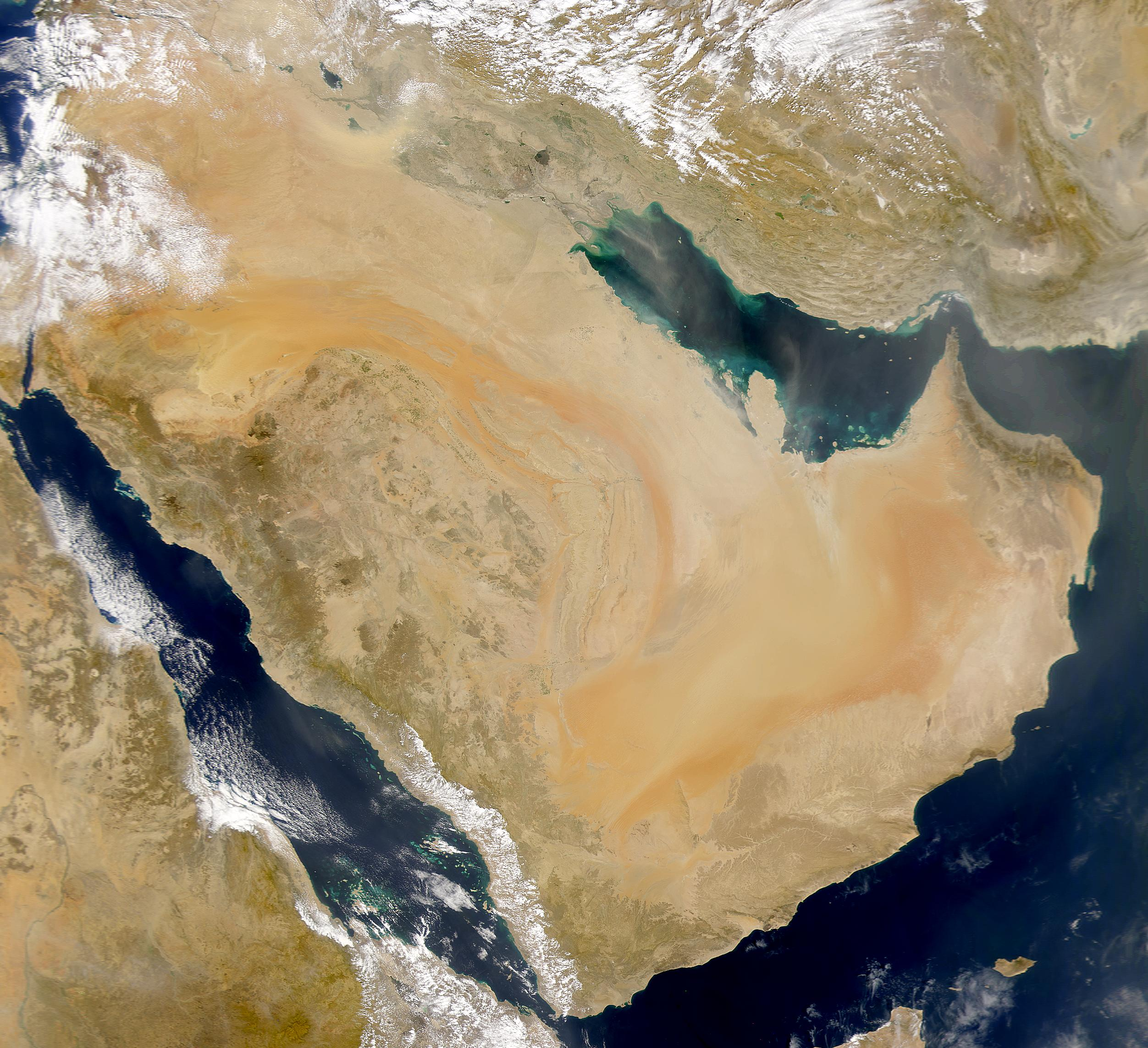
Arabiska halvön

Territoriella gränser för stater på och intill Arabiska halvön.

Arabiska halvön (arabiska: شِبْهُ الْجَزِيرَة الْعَرَبِيَّة, shibh al-jazīra al-ʿarabiyya), även Arabien, är en halvö i sydvästra Asien med en yta på omkring 3 miljoner km². Den begränsas av Röda havet i väster, Adenviken och Arabiska havet i söder och sydöst, Omanviken och Persiska viken i öster samt Syriska öknen i norr.
Politiskt är Arabiska halvön uppdelad på staterna Saudiarabien, Jemen, Oman, Förenade arabemiraten, Qatar och Kuwait samt öriket Bahrain och gränsar i norr till Jordanien och Irak. Geografiskt sett brukar halvön i norr även innefatta den Syriska öknen som inkluderar nordöstra Jordanien, sydöstra Syrien och västra Irak.
Arabiska halvön kännetecknas av stora öknar, som Nafud i norr och Rub al-Khali i söder. I söder och väster finns stora bergsområden. I västra Jemen ligger halvöns högsta berg, Jabal An-Nabi Shu'Ayb, som mäter 3 666 m.ö.h.

## Geologi
Arabiska halvön är ett platåområde med stora öknar. De största sandöknarna är Nafud i norra delen av halvön och Rub al-Khali ( Det tomma området) i den södra. Dahnaöknen som är ett smalt sandbälte förbinder de båda öknarna. Vidare ligger öknen Wahiba i sydöst gränsande mot Arabiska havet. Dessutom finns ett stort kvicksandsområde i östra kanten av Rub al-Khali som kallas Umm al Samim (giftets mor).
I söder och väster finns höga kustberg, högst når Hadur Shuayb i västra Jemen, 3 760 meter över havet. Från randbergen sjunker landskapet ned till en smal kustslätt längs Röda havet och Adenviken. Mot öster sluttar terrängen ned mot Persiska viken. I Oman i sydost reser sig en hög bergskedja, Jabal Akhdar, med toppar upp till 3035 meter över havet.

## Klimat
Större delen av halvön har ökenklimat. I norr är årsnederbörden 200–100 mm och i inlandet söderut ännu mindre. Bergstrakterna i söder kan få upp till 500–1000 mm årligen. I inlandet är himlen nästan alltid molnfri och på grund av utstrålningen blir det därför stora temperaturvariationer mellan dag och natt och mellan sommar och vinter.

## Vegetation
Utanför öknarna finns en torr stäppvegetation och bergskedjorna och dalgångarna inne i landet finns brukbar åkermark. På en del ställen  tränger grundvattnet upp i dagen och bildar oaser. De nederbördsrikaste områdena i söder har förhållandevis frodig vegetation.